# Ambrose Powell Hill
Pour les articles homonymes, voir Powell et Hill.
Ambrose Powell Hill, né le 9 novembre 1825 à Culpeper et mort le 2 avril 1865 à Petersburg, est un lieutenant général de l'armée confédérée durant la guerre de Sécession.

## Jeunesse et formation
Ambrose Powell Hill est le septième et dernier enfant de Tomas et Fannie Hill. Il est nommé en l'honneur de son oncle Ambrose Powell Hill, qui fut député et sénateur de Virginie.
En 1842, il est admis à l'académie militaire de West Point, dont il sortit 15e sur 38, en 1847(p529),. Il est ensuite breveté second-lieutenant au 1er régiment d'artillerie le 1er juillet 1847(p529) puis promu à ce grade le 26 août 1847(p529). Il combat dans une compagnie de cavalerie dans la toute fin de la guerre américano-mexicaine, mais ne participe à aucune bataille majeure. Il est ensuite promu premier lieutenant le 4 septembre 1851(p529).
Il est fiancé à Ellen Marcy, mais sous la pression de sa famille, celle-ci refuse le mariage. Elle épouse finalement le futur général nordiste George McClellan, ce qui, selon la légende, est le début d'une rancœur tenace entre les deux hommes. Il épouse finalement Kitty Morgan McClung, une jeune veuve.

## Guerre de Sécession
Hill démissionne de l'armée des États-Unis juste avant le début de la guerre, le 1er mars 1861(p529). Ses promotions ayant été particulièrement lentes, il n'est alors que lieutenant. Mais le grand manque d'officiers de carrière dans l'armée sudiste fait qu'il se voit offrir le poste de colonel du 13e régiment de Virginie. Lors de la première bataille de Bull Run, son régiment est posté à la droite de l'armée sudiste, à proximité de Manassas. Il ne combat pas ce jour-là. Hill est ensuite promu brigadier général le 26 février 1862 et commande alors une brigade.
Lors de la campagne de la Péninsule Hill se comporte particulièrement bien lors de la bataille de Williamsburg, sa brigade ayant contré une attaque unioniste. Il est alors promu major général le 26 mai 1862, et se voit offrir le commandement d'une division. Au début, cette division fait partie du corps d'armée de James Longstreet, mais à la suite d'un désaccord qui manque de se terminer en duel, sa division est transférée dans le corps d'armée du général Thomas Jonathan Jackson.
Hill ne participe pas à la bataille de Seven Pines, mais déclenche plusieurs attaques sanglantes lors de la bataille de Sept Jours. Le résultat de ces attaques est particulièrement mitigé, non pas tant par sa faute que de celle de son supérieur le général Jackson qui étrangement ne le soutient jamais...
Lors de la seconde bataille de Bull Run, Hill et sa division sont placés sur la gauche confédérée, le long de la ligne de chemin de fer. Durant cette campagne, Hill se dispute à plusieurs reprises avec son supérieur Jackson à propos des ordres de celui-ci.
Sa performance au cours de la bataille d'Antietam est particulièrement remarquée. En effet, lui et sa division sont stationnés à Harpers Ferry au début de la bataille. Il reçoit alors un message d'appel à l'aide urgent de Robert Lee, le priant de venir le plus vite possible à Antietam. En effet, là-bas, le général Ambrose Burnside est enfin parvenu à traverser la rivière Antietam avec ses 11 000 hommes face à 550 sudistes. Les sudistes se replient alors dans la confusion, et l'avancée de Burnside menace de prendre l'armée confédérée à revers. Hill arrive alors avec sa division vers 15h, et attaque le corps d'armée du général Burnside de flanc, empêchant ainsi la prise à revers de l'armée sudiste.
Lors de la bataille de Fredericksburg, Hill et sa division sont placés sur la droite sudiste. Hill laisse un vide de 550 mètres dans sa ligne de défense. Cette brèche est exploitée par le nordiste George G. Meade, et Hill doit recourir à l'aide du général Jubal Early pour expulser les fédéraux. La division de Hill perd ce jour-là 2000 hommes, soit deux-tiers des pertes totales du corps de Jackson, ainsi que deux de ses trois généraux de brigades (un blessé et un tué). Le général sudiste Archer, commandant une brigade de Hill, déclare après la bataille qu'il l'a prévenu de ce vide dans la ligne, mais qu'Hill n'en a pas tenu compte.
Durant la bataille de Chancellorsville, il est amené à remplacer son supérieur Jackson, gravement blessé par des tirs amis. Mais il est lui-même blessé à la jambe, et demande que le général de cavalerie J. E. B. Stuart, qui n'a aucune expérience de commandement dans l'infanterie, le remplace au commandement du second corps d'armée.
À la suite de la mort de Thomas Jonathan Jackson, et à la réorganisation de l'armée de Virginie du Nord par le général Lee, il reçoit le commandement du nouveau troisième corps d'armée, et est promu lieutenant général.
Au cours de la bataille de Gettysburg, son corps d'armée est le premier à pénétrer dans la ville. En effet, le général Henry Heth et sa division -qui fait partie du corps de Hill- sont les premiers à engager le combat. Le second jour de la bataille, Hill fait, conformément aux ordres, des manœuvres et attaques de diversion le long de Cemmetery Ridge. Au cours de ces attaques, le général William Dorsey Pender, son commandant de division préféré, est mortellement blessé. Le troisième jour, deux de ses trois divisions sont choisies par Lee pour participer à la charge de Pickett, et temporairement placées sous le commandement de James Longstreet. C'est ainsi que le corps d'armée de Hill est celui qui perd le plus d'hommes au cours de la bataille.
Pendant la bataille de la Wilderness, Hill et son corps d'armée repoussent de nombreuses attaques nordistes, mais finissent sérieusement désorganisés. Malgré les demandes de plusieurs de ses commandants de division, Hill refuse de renforcer ses défenses, peut-être dû au fait qu'il sait que Lee a prévu de les soulager à l'aube. Mais à l'aube du second jour, des attaques nordistes forcent le corps de Hill à se replier, et plusieurs unités sont mises en déroute. Hill est sauvé par le corps du général Longstreet, qui repousse les nordistes sur leurs positions de base. Au cours de la bataille de Spotsylvania, Hill est atteint d'une maladie indéterminée, et doit être remplacé dans son commandement par le général Jubal Early. Lors de la bataille de Cold Harbor, Hill défend le flanc droit confédéré contre les principales attaques unionistes. Ce jour-là, il lance une contre-attaque fructueuse.
Durant le long siège de Petersburg, Hill et son corps d'armée participent à de nombreux combats, dont la bataille du Cratère. Mais il est plusieurs fois malade, et doit même aller se reposer à Richmond. C'est en revenant de cette ville qu'il est tué, atteint d'une balle en pleine tête, à Petersburg. Il avait auparavant déclaré ne pas vouloir vivre pour voir la défaite sudiste. 
Il est d'abord enterré dans le comté de Chesterfield, puis ré-enterré au cimetière d'Hollywood à Richmond en 1867, conformément au souhait de sa famille. En 1892, ses restes sont inhumés sous un monument surmonté de sa statue érigé au milieu d'une intersection dans le nord de la ville. Enfin, le 12 décembre 2022, le monument est démonté dans le cadre des opérations de retrait des monuments confédérés de l'espace public. Les restes d'A.P. Hill sont alors exhumés une nouvelle fois et enterrés dans un cimetière de sa ville natale de Culpeper.

## Analyse
Hill est reconnu comme un excellent général de division (Lee disait qu'il était le meilleur), toujours là où on l'attendait. Il eut moins de chance avec un corps d'armée, et fut souvent dépassé par la tâche.
Hill fut la cible de nombreuses critiques durant la guerre, notamment concernant son rôle lors des batailles de Fredericksburg, Gettysburg, de la Wilderness et du siège de Petersburg. Certains prétendirent que ses fréquentes maladies étaient vénériennes, et qu'il les avait attrapées lors de sa jeunesse à West Point.
Certains auteurs voient en lui l'incarnation type du principe de Peter.